# Hierodula trimacula
Hierodula trimacula är en bönsyrseart som beskrevs av Henri Saussure 1870. Hierodula trimacula ingår i släktet Hierodula och familjen Mantidae. Inga underarter finns listade i Catalogue of Life.